# Lison-Pramaggiore Rosso
Il Lison-Pramaggiore Rosso è uno dei vini cui è riservata la DOC "Lison-Pramaggiore".